# Rhinoplasty
Rhinoplasty ist die zweite EP der Band Primus. Sie erschien am 11. August 1998 bei Interscope Records.

## Hintergrund
Auf der EP sind – neben sechs Coverversionen von Titeln von  XTC, Peter Gabriel, Stanley Clarke, The Police und Metallica – ein Remix von Too Many Puppies und zwei Live-Aufnahmen der Band (Tommy the Cat und Bob’s Party Time Lounge) aus dem Jahr 1997 enthalten.
Aus der EP wurde die Single Behind My Camel ausgekoppelt.

## Titel
| Nr.          | Titel                                                                            | Geschrieben von                           | Länge |
| ------------ | -------------------------------------------------------------------------------- | ----------------------------------------- | ----- |
| 1.           | Scissor Man                                                                      | Andy Partridge                            | 5:06  |
| 2.           | The Family and the Fishing Net                                                   | Peter Gabriel                             | 6:25  |
| 3.           | Silly Putty                                                                      | Stanley Clarke                            | 4:19  |
| 4.           | Amos Moses                                                                       | Jerry Reed                                | 3:11  |
| 5.           | Behind My Camel                                                                  | Andy Summers                              | 2:51  |
| 6.           | Too Many Puppies (Remix)                                                         | Primus                                    | 3:01  |
| 7.           | The Thing That Should Not Be                                                     | James Hetfield, Lars Ulrich, Kirk Hammett | 6:44  |
| 8.           | Tommy the Cat (Live at the Henry J. Kaiser Arenaon December 31, 1997)            | Primus                                    | 8:56  |
| 9.           | Bob’s Party Time Lounge (Live at the Henry J. Kaiser Arena on December 31, 1997) | Primus                                    | 7:32  |
| Gesamtlänge: | Gesamtlänge:                                                                     | Gesamtlänge:                              | 48:05 |

## Besetzung
Alle Informationen zur Besetzung entstammen dem Cover des Albums.
- Les Claypool – Bass, Gesang
- Larry LaLonde – Gitarre
- Bryan Mantia – Schlagzeug